# Patroclus Rømeling
Patroclus Rømeling (né le 25 janvier 1662 (1663 ?) à Groningue et décédé le 31 octobre 1736 à Christiania) est un officier dano-norvégien qui a fait office de gouverneur général de Norvège de 1731 à 1733. 

## Début de carrière
Il était le fils de Conrad Rømeling (1624-1676), médecin de garnison à Copenhague et Glückstadt,  et de Suana Elisabeth Ruse (1630-1678, sœur de Henrik Ruse ). Il est entré en 1682 dans le service danois en tant qu'enseigne dans le Dronningens Livregiment. Il devient sous-lieutenant en 1683 puis lieutenant en 1686 dans le même régiment. En 1695 il devient capitaine du régiment du prince Christian.    

## Participation à la guerre de Succession d'Espagne
En 1704, il participe à la campagne sur le Rhin et le Danube et notamment à la sanglante bataille de Höchstädt ; peu de temps après, il devint lieutenant-colonel. Lors de la campagne en Flandre en 1705, il est fait prisonnier avec son bataillon en octobre mais il est libéré en trois mois plus tard. Pendant la campagne de 1706, il est resté en garnison en Gueldre. En 1707, le bataillon Rømeling est placé dans le quartier de Hulst (à l'ouest d'Anvers ). En 1708, le bataillon  participe au siège de la citadelle de Lille.  En 1709, année où Rømeling  devient  colonel, il participe à la bataille de Malplaquet. Après que Rømeling soit devenu, l'année suivante, commandant du 2e Bataillon du régiment Prince Carl , il prend part au siège d'Aire-sur-la-Lys, qui a été conquis en novembre. 

## La grande guerre nordique
Lors de la Grande guerre du Nord, le régiment Prince Carl était provisoirement stationné dans le duché de Brême-et-Verden occupé par le Danemark. En 1715, Rømeling participe au siège de Stralsund, et après que cette forteresse ait capitulé la veille de Noël la même année, le régiment Prince Carl est intégré dans les troupes danoises. 

## Carrière en Norvège
Pendant la campagne en Norvège, à l'automne 1718, Rømeling a reçu l'ordre de prendre la défense des points de passage sur la rivière Glomma et du nord jusqu'à Øjeren pour empêcher des renforts suédois. Cependant, il n'est pas présent lors du siège du fort de Fredriksten et  de la mort du roi Charles XII. À l'été 1719, Rømeling participe à la marche en présence du roi Frederic IV et du prince héritier dans le  Bohuslän . 
En 1720, il devient inspecteur de l'armée norvégienne jusqu'en 1732 avec trois autres gradés. En 1721, il est fait chevalier de l'ordre de Dannebrog. Il est nommé lieutenant-général en 1731 et en 1732, il reçoit le commandement de l'armée norvégienne et la surveillance des forteresses en Norvège, poste qu'il occupe jusqu'à sa mort.  
Il fait office de Gouverneur général de Norvège pendant deux ans, de 1731 à 1733 avant que ne soit nommé Christian Rantzau comme gouverneur. 
Il est décédé à Christiania le 31 octobre 1736 et est enterré dans l'église de Notre Sauveur à Oslo.     